# Жан I де Шатильон (граф Порсьена)
Жан I де Шатильон (фр. Jean I de Châtillon; ум. до 15 июля 1389) — граф Порсьена с 1342 года, сеньор Тура и Неля.

## Биография
Родился между 1324 и 1331 годами. Сын Гоше VII де Шатильона и его жены Жанны де Конфлан.
Посвящён в рыцари в 1346 году.
Был союзником герцога Бретани Карла де Блуа (своего родственника) в его войне с Жаном де Монфором.
Участник Столетней войны на стороне короля Франции. С 1360 по 1368 год — в Англии в качестве заложника, освобождён за выкуп в 10 тысяч франков.
В 1372 году участвовал в походе Дюгеклена в Бретань против графа Солсбери.
Умер между 1381 и 1389 годами.

## Семья
Первая жена — Жанна д’Апремон, дочь Тома д’Апремона, сеньора де Шомон. Вторая жена (свадьба не позднее 1350) — Жаклина де Даммартен, дама де Бомон-ле-Буа, дочь графа Даммартена Жана III де Три.
От первой или второй жены дочь:
- Жанна (ум. 1371), дама де Шомон-ан-Порсьен, с 1368 жена Роберта де Бетюна, виконта Мо.

От второй жены дети:
- Жан II де Шатильон, граф Порсьена, сеньор Тура и Неля. По договору от 10 октября 1400 года продал графство Порсьен герцогу Людовику Орлеанскому.
- Маргарита, первый муж — Шарль де Савуази, второй муж — Гильом де Фаель, виконт де Бретёйль. Наследница графства Даммартен, которое в последующем получил её сын Жан де Фаель.